# Ле Кере, Коринн
Коринн Ле Кере (Corinne Le Quéré; род. июль 1966, Канада) — франкоканадский учёный, занимающаяся исследованиями взаимодействия изменения климата и углеродного цикла. Профессор Университета Восточной Англии и в 2011-2018 годах директор Tyndall Centre, член Лондонского королевского общества (2016). Член британского Committee on Climate Change (с 2016) и (с 2014) научного комитета Future Earth. Соавтор 3-го (2001), 4-го (2007) и 5-го (2014) оценочных докладов МГЭИК, а также Millennium Ecosystem Assessment.
Является высокоцитируемым учёным.
Окончила Монреальский университет со степенью бакалавра физики и Университет Макгилла со степенью магистра атмосферных и океанических наук. Степень доктора философии по океанографии получила в 1999 году в парижском Университете Пьера и Марии Кюри. Работала в Принстонском университете в США и Институте биогеохимии им. Макса Планка (Max Planck Institute for Biogeochemistry) в Германии, а также в British Antarctic Survey.
В 2009—2013 годах сопредседатель Global Carbon Project.
С 29 марта 2016 года вошла в британский Committee on Climate Change.
Roadtoparis.info называл Коринн Ле Кере в числе «20 женщин, делающих волны в дебатах об изменении климата» (20 women making waves in the climate change debate).
Автор работ в Science, Nature Climate Change и Nature Geoscience.

## Отличия
- 2012 — Премия К. Берто Французской АН
- 2013/2014 — Медаль Коперника, Copernicus Gesellschaft eV (первый удостоенный)[16]
- 2014 — Лектор им. Б. Болина, Стокгольмский университет
- 2015 — Медаль Блеза Паскаля, European Academy of Sciences[17]
- 2019 - Prince Albert I Medal[англ.] от IAPSO[18]
- Премия Хейнекена (2020)